# ولفگانگ اشمایدر
ولفگانگ اشمایدر (به آلمانی: Wolfgang Schmieder) (زادهٔ ۲۹ مهٔ ۱۹۰۱ - درگذشتهٔ ۸ نوامبر ۱۹۹۰) آهنگساز، موسیقی‌دان، کتابدار و باخ‌شناس اهل آلمان بود.
او در سال ۱۹۵۰ فهرست آثار باخ را گردآوری کرد.